# Batrachyla nibaldoi
Batrachyla nibaldoi är en groddjursart som beskrevs av J. Ramón Formas 1997. Batrachyla nibaldoi ingår i släktet Batrachyla och familjen Ceratophryidae. IUCN kategoriserar arten globalt som otillräckligt studerad. Inga underarter finns listade.